# 伊東香緒
伊東 香緒（いとう かお）は、三重県四日市市出身の女優。身長158cm。血液型はB型。劇団昴演劇学校卒。円谷プロダクション芸能部、T.M.Labを経て、Vif、廣済堂プロダクション（現：長良プロダクション）に所属（提携業務）。リラクゼーション カオ代表。旧芸名は、伊東 佳乙、伊東 花桜（いずれも読みは同じ）。
現在は地元の四日市市で、親善大使、観光大使として活動中。

## 出演

### テレビ
- Angler's Eyes
- Mac TV
- NNNニュースプラス1
- ニコニコ日記
- ケイコとマナブChannel
- 全国一斉○○テスト
- 全国番組アカデミー選手権
- おしゃれ工房（フェイスニング担当）
- 月曜日が待ち遠しい!（フェイスニング担当）
- 胸さわぎの土曜日
- 得するテレビ（フェイスニング担当）
- 発掘!あるある大事典（フェイスニング担当）
- 笑っていいとも!増刊号（フェイスニング担当）
- ジュピターショップチャンネル（ゲスト出演）
- BS日テレ
- QVCテレビショッピング（ゲスト出演）
- 土曜はカラフル！！！

### テレビドラマ
- おとり捜査官・北見志穂6 消えた花嫁連続殺人! - アナウンサー
- お見合い放浪記 - 秘書
- Sayonara Tokyo - 芸者・みどり（ドイツドラマ）
- 西村京太郎トラベルミステリー38 高山本線殺人事件 特急ひだ5号で狙われた女 - 白石麻美
- はぐれ刑事純情派
- 武蔵 MUSASHI - 遊女
- 牟田刑事官事件ファイル20 狙われた婚約者
- 胸さわぎの土曜日
- 安岡課長の大災難
- ラブ&ファイト

### 特撮
- 七星闘神ガイファード 第4話「脱出! 遺伝子研究所」（1996年） - 青木真理 役
- 爆竜戦隊アバレンジャー 第25話「開運! アバレ絵馬」（2003年） - OL・文絵 役
- ウルトラマンマックス 第11話「バラージの預言」（2005年） - 看護婦 役

### 舞台
- 踊り子荘の娘たち
- ki-mo-no.3
- 劇団すばる公演
- 恋高らか太鼓
- ご存知一心太助 目から鱗の物語
- 叙情利己 Sight Sight ジョジョリコ サイサイ
- 遠山桜一斉吹雪
- Rokumon-Sen

### CM
- アデランス
- アパホテル
- エヌ・ティ・ティ・ドコモ関西
- 花王
  - ピュオーラ
  - ヘルシア
- キリンヤクルトNEXTケール
- クレディア
- 減肥茶
- SANKYO
- 東京ディズニーランド
  - 5月号
  - 東京ディズニーランド25周年ガイドビデオ
- とろけるふとん
- バンダイ・かきこめ〜る
- 桃屋・寿司のたね
- 柿の種（三幸製菓）

### ラジオ
- 野村邦丸の気分はZUNZUN!

### 雑誌
- FINE
- 家庭画報
- 安心
- 女性自身
- FRaU
- おしゃれ工房
- 旅の手帖
- CanCam
- 美ST

### その他
- 旅の手帳HP（レポーター）
- ヤクルト 青汁 ケールのめぐり
- 日経ビジネスオンライン